# Aeroporto de Gran Canária
O Aeroporto de Gran Canária (Aeropuerto de Gran Canaria, em espanhol), antigamente conhecido como Aeroporto de Gando, (IATA: LPA, ICAO: GCLP) é um aeroporto localizado na ilha espanhola de Grã Canária, nos municípios de Telde e Ingenio, nas ilhas Canárias.
O aeroporto situa-se a leste da ilha, na baía de Gando, distante cerca de 18 km da cidade de Las Palmas de Gran Canaria e 25 km das áreas turísticas do sul de Grã Canária. Com 5,011,176 passageiros por ano, Grã Canaria é a segunda ilha que atrai o maior número de passageiros nas Ilhas Canárias, depois de Tenerife.
É um hub da Binter Canarias.

## Linhas aéreas e destinos
O aeroporto possui dois terminais, um para voos para a União Europeia e voos domésticos continentais (Terminal A) e outro para voos fora da Europa e voos entre as ilhas (Terminal B-C).

### Terminal A
- Air Europa (Angelholm, Barcelona, Bilbao, Cork, Halmstad, Lanzarote, Madrid, Santiago de Compostela, Sevilla, Tenerife-Sul)
- Air Italy (Milão-Malpensa)
- Arkefly (Amsterdã)
- Austrian Airlines (Graz, Linz, Salzburgo, Viena)
- Binter Canarias (Nouakchott)
- Blue Panorama Airlines (Milão-Malpensa)
- Condor Airlines (Bremen, Colônia/Bonn, Dresden, Düsseldorf, Frankfurt, Hamburgo, Hanover, Leipzig/Halle, Munique, Stuttgart)
- easyJet (Genebra, Londres-Gatwick)
- euroAtlantic Airways (Lisboa)
- Finnair (Helsinque, Recife)
- Flyglobespan (Edimburgo, Glasgow-Internacional)
- Hola Airlines
- Iberia Airlines (Dakar, Madrid)
  -  operado pela Air Nostrum (Alicante, Málaga, Santander, Santiago, Valencia, Valladolid)
- Islas Airways (Fuerteventura, Lanzarote, Tenerife-Norte)
- Jet2.com (Belfast-Internacional, Leeds Bradford)
- Neos (Milão-Malpensa)
- Norwegian Air Shuttle (Bergen [iniciará em 1º de novembro], Oslo)
- Novair (Gotemburgo, Oslo, Estocolmo)
- Mauritania Airways (Nouadhibu, Nouakchott)
- Regional Air Lines (Agadir, Casablanca, Laayoune)
- Scandinavian Airlines System (Oslo)
- Sterling Airlines (Billund, Copenhague)
- Swiss International Air Lines (Zurique)
- TACV (Praia)

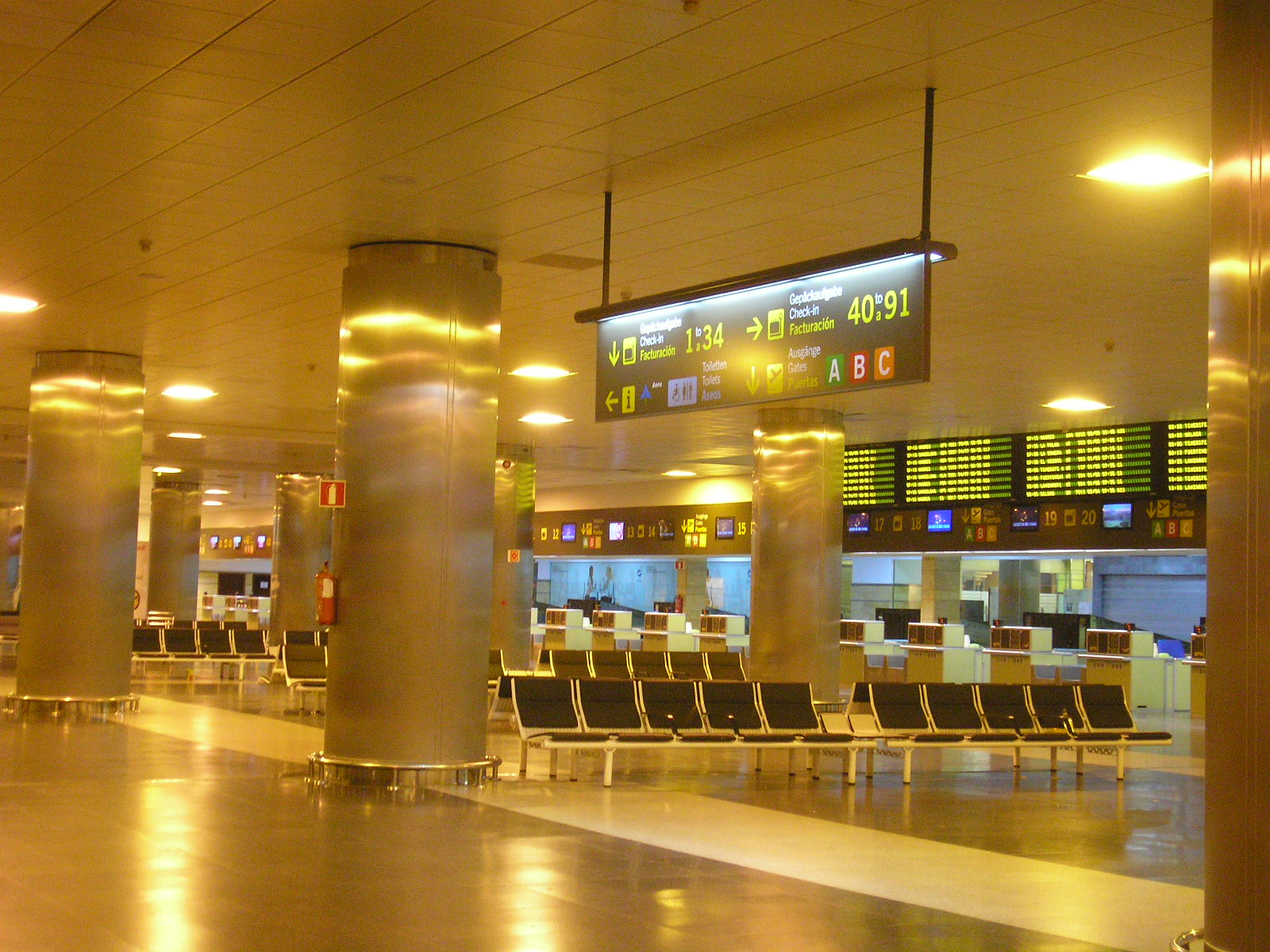
Terminal C do aeroporto.

- Thomas Cook Airlines (Belfast-Internacional, Birmingham, Bristol, Cardiff, East Midlands, Glasgow-Internacional, Leeds/Bradford, London-Gatwick, Manchester, Newcastle)
- Thomsonfly (Bournemouth, Birmingham, Cardiff, Doncaster/Sheffield, East Midlands, Glasgow-Internacional, Londres-Gatwick, Londres-Luton, Londres-Stansted, Manchester, Newcastle)
- Transavia (Amsterdã, Eindhoven, Groningen, Maastricht, Roterdã)
- TUIfly (Basel/Mulhouse, Berlim-Tegel, Bremen, Colônia/Bonn, Düsseldorf, Frankfurt, Hamburgo, Hanover, Karlsruhe/Baden-Baden, Leipzig/Halle, Memmingen, Münster/Osnabrück, Munique, Nuremberg, Paderborn, Stuttgart, Zweibrücken)
- TUIfly Nordic (Oslo)
- Vueling (Madrid, Sevilla)
- XL Airways (Bristol, Londres-Gatwick, Manchester)

### Terminal B/C
- Binter Canarias (El Aaiún, El Hierro, Fuerteventura, Funchal (Madeira), La Gomera, Lanzarote, La Palma, Layounne, Marrakesh, Nouakchott, Tenerife-Norte, Tenerife-Sul)
- Cabo Verde Airlines (Santa Maria)
  -  operado pela Cabo Verde Express (Praia, Santa Maria)
- Edelweiss (Tenerife-Sul, Zurique) [sasonal]